# Casa Llorenç Molins
La Casa Llorenç Molins és una obra de Sant Feliu de Llobregat (Baix Llobregat) protegida com a Bé Cultural d'Interès Local.

## Descripció
Es tracta d'un edifici entre mitgeres de façana amb composició simètrica ordenada segons un eix, dividida en tres franges. La tercera planta correspon a una remunta, ja que incorpora els òculs i la cornisa de l'antiga cambra d'aire de la coberta. Està coronada per un potent ràfec que inclou la barana, de perfil sinuós.